# Flygmat

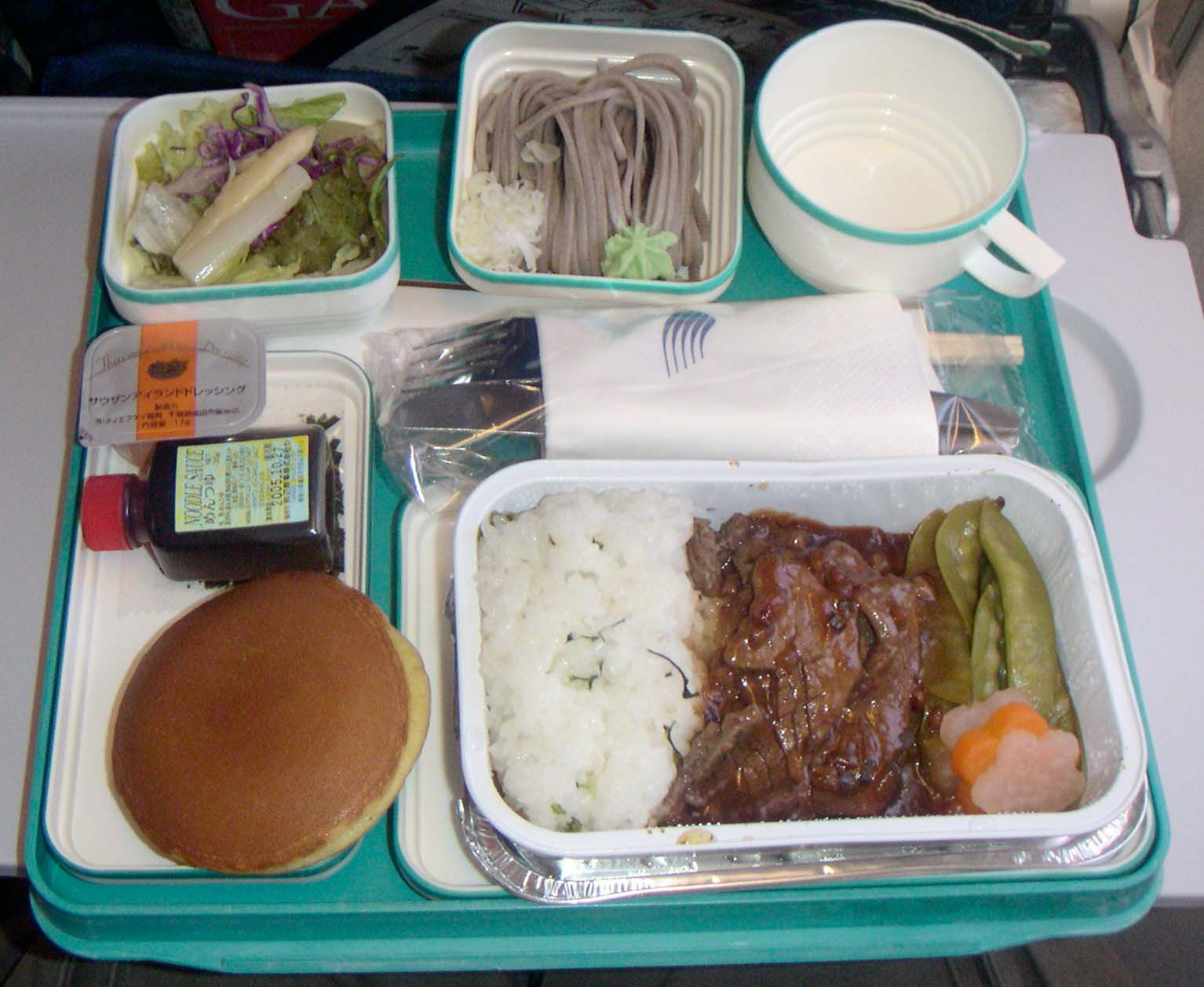
Måltid serverad ombord på Garuda Indonesia.

Flygmat eller flygplansmat är mat avsedd att serveras ombord på trafikflygplan. Flygmaten serveras i kompakta portionspaket som delas ut till passagerarna av kabinpersonalen. I vissa fall kan den vara uppvärmd under flygning. Den är i allmänhet starkare kryddad än vanlig restaurangmat eftersom luktsinnet försvagas under flygresan då slemhinnorna sväller upp till följd av lufttrycket.